# Шур-Канд
Шур-Канд (перс. شوركند‎) — село в Ірані, входить до складу дехестану Баш-Калах у Центральному бахші шахрестану Урмія провінції Західний Азербайджан.